# FaceTime
FaceTime（フェイスタイム）は、Appleが開発したVoIP、ビデオ通話（ビデオ電話）ソフトウェアアプリケーション、およびそれに関連するプロトコルである。
iOSの携帯情報端末やMac OS X v10.6.6以降のMacに対応する。使用にはiOSデバイスでは前面搭載カメラ（iPhone 4以降の全iOSデバイスに搭載）、MacではWebカメラが必要となる。ビデオ通話は「FaceTime」、音声通話は「FaceTimeオーディオ」と呼ばれる。
AndroidやWindowsデバイスから参加することもできる。

## 概要
FaceTimeはiPhone 4以降のiPhone、第4世代以降のiPod touch、第2世代以降のiPad、Mac OS X 10.6以降が動くMacに対応し、それ以前のiPhone、iPod touch、iPadは対応していない。またApple以外の機器や他のビデオ電話サービスとの互換性も無い。iSightまたはFaceTimeカメラが付属していないMacでは、別途Webカメラを装着することにより使用できる。

## FaceTimeオーディオ
2013年、iOS 7の登場により、ビデオ通話だけでなくFaceTimeオーディオの名称で音声通話のみの利用も可能となった。これにより、FaceTimeオーディオはiPhoneに携帯電話回線を提供する各キャリアと競合関係になった。
FaceTime/FaceTimeオーディオは、iPhoneにおいては別アプリケーションとしてでなく電話アプリケーション内で動作する。電話アプリ/連絡先アプリで呼び出しをした時にFaceTimeボタン/FaceTimeオーディオボタンを押すことで動作する。FaceTimeボタンはビデオレコーダーに似ており、FaceTimeオーディオボタンは受話器に似ている。FaceTime/FaceTimeオーディオでの発信は発信履歴や電話アプリケーションを参照して行うことも可能。

## 歴史
2010年6月7日に開催された2010 Worldwide Developers ConferenceにてAppleCEOのスティーブ・ジョブズによる基調講演にてiPhone 4と共にFaceTimeは発表された。同年9月8日に第4世代iPod touchやカメラを付けた最初のiPod touchにも対応する形でリリースされた。
「FaceTime」という名はAppleが商標として買収したFaceTime Communicationsという企業から取られており、この買収に伴い、FaceTime CommunicationsはActianceに社名変更している。
2010年10月20日にはApple Campusで開催された「Back to the Mac」メディアイベントにてMac OS X用FaceTimeが発表され、翌年2月24日、ベータ版から正式版になりMac App Storeにて0.99ドル（0.69ポンド）で販売が開始された。Appleは当初無料で提供するとしていたが、永久的な「煩わしい会計基準」の無い既に販売されている商品において、その商品の宣伝に無かった新機能を無料で追加することが2002年成立のSOX法に違反することで断念された。しかし、無料のベータ版は未だにAppleのサーバーからダウンロードが可能である。さらにMac OS X Lionには無料で組み込まれている。
2011年3月2日、FaceTimeは新製品で前背面カメラのあるiPad 2に対応することを発表した。
2013年9月に登場したiOS 7ではFaceTimeオーディオの名称で音声通話のみでも利用できるようになり、10月に登場したOS X Mavericksでは、MacでもFaceTimeオーディオの利用が可能になった。
2018年6月4日、WWDC 2018の基調講演にて、iOS 12とmacOS Mojaveにて、32人までの同時ビデオ会議が出来るようになることを発表した。

## 3G回線を使用した通話
当初iPhoneでのFaceTimeは3G (UMTS/HSPA, EVDO)回線を使った発信には公式に対応せず、Wi-Fi使用端末からWi-Fi非使用の3G端末（iPod touchからiPhoneでも）にFaceTimeの発信をしても3G端末ユーザーには何も表示されず、発信を断念して直ちに発信失敗の表示が出ていた。
iOS端末を脱獄した場合サードパーティ製アプリケーションを使えば端末にWi-Fi回線で接続していると信じこませ騙す形で3G回線を使ったFaceTimeが可能で、そのようなアプリケーションは脱獄したiPhoneのみで使用出来るCydia Storeで入手できる。iOS 5以前ではiPhone内の特定のファイルを手動で編集することで3G回線でFaceTimeが出来る可能性はあるものの無料で無制限にできるソリューションは無かった。FaceTimeは1分の会話で3メガバイトのデータを使用する。音声発信からFaceTimeの発信に切り替えた後セルラー通話時間はカウントされなくなる。
初代iPadでのFaceTimeは第4世代iPod touchにあるFaceTimeアプリケーションを移植することで可能になる可能性もある。
対応端末でのFaceTimeの発信者IDを端末に登録した電話番号かEメールアドレスにすることができる。また1つのEメールアドレスを複数の端末に登録することができ、そのアドレスでの発信で全ての登録デバイスを呼び出し音を同時に鳴らすことも出来る。
iPadやiPod touch、FaceTime for Macでは発信前にFaceTimeや連絡先アプリケーションで人物を追加する必要がある。
2012年6月11日、AppleはiOS 6にてiPhone 4Sと第3世代iPadで3G回線を使ったFaceTimeに対応させることを発表した。

## 規格
FaceTimeのプロトコルは多数のオープン業界標準を一部ベースにしている:
- H.264、H.265、AAC – 映像と音声それぞれのコーデック
- SIP – VoIP向けのIETF信号プロトコル
- STUN、TURN、ICE – ファイアウォールとNATを横断するためのIETF技術
- RTP、SRTP – VoIPにおいてリアルタイムかつ暗号化されたメディアストリームを伝達するIETF標準

iPhone 4発売時にスティーブ・ジョブズは、AppleはFaceTimeプロトコルを「オープンスタンダード」にするために標準化団体と共に直ちに行動することを約束していたが、未だに標準化団体による承認を受けていない上、この約束がどれだけ進んでるか不明瞭で、Appleは技術仕様書を発表していない。そのためFaceTimeはApple以外の機器には対応していない。
FaceTimeがオープンスタンダードを基にする限り、AppleのFaceTimeサービスはクライアント側の証明書が必要になる。言い換えれば、プロトコルが「オープンスタンダード」になったとしても、AppleのFaceTimeサービスへのアクセスは、Appleがコントロールされていることになる。

## 使用の制限
2010年10月現在、アラブ首長国連邦で購入した端末でのFaceTimeは不可能となっておりIPでの通信技術の使用を制限する国内規制が原因という可能性がある。しかし、他国で購入した端末でのFaceTimeは可能である。サウジアラビアでも同様とされる。
エジプト、ヨルダン、カタール、クウェートでもiPhone 4でのFaceTimeは不可だったが、キャリア側のアップデートにより既に持っているユーザーや新たなiPhone 4の購入ユーザーに対して再び使用出来るようになった。